# Oncidium warmingii
Oncidium warmingii é uma espécie rupícola que vegeta nos estados de Minas Gerais, Espírito Santo e Bahia, em uma altitude entre 900 e 1200 metros. Planta de crescimento rebelde, com caule-rizoma roliço e vertical, tendo a cada espaço de 10 centímetro um pseudobulbo e raízes. Pseudobulbo fusiforme, alongado, de 8 centímetros de altura e de cor púrpura-bronzeado, portando duas folhas finas e lanceoladas de 15 centímetros de comprimento, de cor verde claro. Inflorescências de 15 centímetros de altura, portando de oito a doze flores. Flor de 3 centímetros de diâmetro, com pétalas e sépalas róseas, pintalgadas de púrpura-escuro. Labelo reniforme e largo, de cor branca. Floresce no verão.